# Apate
Apate és una deessa grega que personifica l'engany i és filla de Nix. Com altres protògens o déus primordials, és l'encarnació dels mals humans. Com a personatge independent apareix a la història de Sèmele, quan la convenç per manar a Zeus que aparegui en la seva forma divina. A la mitologia romana rebia el nom de Fraus.